# 罗源站
罗源站，位于中国福建省福州市罗源县松山镇百花村，归属南昌铁路局，于2009年9月28日随温福铁路正式通车同时启用。

## 历史
2009年9月28日正式启用。